# Forte Group
Forte Group plc was een Brits hotel en restaurant bedrijf.  Het was genoteerd op de London Stock Exchange en maakte deel uit van de FTSE 100 Index tot het werd overgenomen door Granada PLC.

## Geschiedenis
In 1935 begon Charles Forte op zesentwintigjarige leeftijd zijn eerste milk bar in de Londense  Regent Street als Strand Milk Bar Ltd. Kort daarop volgde uitbreiding met catering en hotels.  Na de Tweede Wereldoorlog werd de naam van het bedrijf gewijzigd in Forte Holdings Ltd, en in 1954 werd The Café Royal aangekocht. In 1959 werd de eerste verzorgingsplaats geopend bij Newport Pagnell. In 1970 fuseerden Trust Houses Group Ltd en Forte Holdings tot Trust Houses Forte (THF). In 1979 werd de naam gewijzigd in Trusthouse Forte.
Door fusies en uitbreidingen groeide de Forte Group uit tot een miljardenbedrijf. Het omvatte de wegrestaurants Little Chef en Happy Eater, de hotelketens Crest, Forte Grand, Travelodge en Posthouse, Harvester restaurants, cateraar Gardner Merchant, wijnhandel Grierson-Blumenthal, sportwinkelketen Lillywhites (met de bijbehorende Criterion restaurants) en een meerderheidsaandeel in het Savoy Hotel echter zonder stemrecht. Happy Eater en de vijf Welcome Break verzorgingsplaatsen werden op 1 augustus 1986 gekocht van Hanson Trust. De groep begon op een bepaald moment met een conglomeraatachtige constructie met vele uiteenlopende deelnemingen zoals een uitgeverij (Sidgwick & Jackson), een chocoladefabriek (Terry's), Puritan Maid en een belang in reisbureau Thomas Cook.
Forte was de president-directeur vanaf 1971 en president-commissaris vanaf 1982, toen zijn zoon Rocco Forte hem opvolgde als president-directeur.
Begin jaren negentig van de twintigste eeuw werd het bedrijf omgedoopt in Forte en het logo met kroon geïntroduceerd. Deze omdoping betekende ook de introductie van verschillende merken voor de diverse hotels (Posthouse, Crest, Heritage, Grand e.d.). Lord Forte droeg het bedrijf in 1993 helemaal over aan Rocco, maar korte tijd later volgde een vijandig overname bod van Granada. Uiteindelijk had Granada succes met een tender bod van  £3,9 miljard in januari 1996, wat de familie Forte ongeveer  £350 miljoen in contanten opleverde.
In 2001, na de afsplitsing van Compass Group van Granada's mediabelangen, werd het merkenrecht op het merk Forte teruggegeven aan Sir Rocco Forte als gebaar om de bittere pil van de vijandige overname te verzachten. Rocco is nu eigenaar van Rocco Forte Hotels.

## Activiteiten
De meeste hotels werden onder de volgende merken geëxploiteerd:
TravelodgeDe Forte group verwierf dit Amerikaanse merk en gebruikte dit in het Verenigd Koninkrijk. Deze basale hotels werden meestal opgetrokken bij de Little Chef cafés van de Forte group. Bewegwijzering en de basiskleur van de huisstijl was marineblauw. Het hoofdkantoor zat in het voormalige Forte Group-hoofdkantoor op High Holborn 166 in Londen. Nadat de Forte Group was overgenomen en opgesplitst, werd dit kantoor verbouwd tot Travelodge hotel. De keten kreeg vervolgens een aantal hotels in binnensteden.
Forte PosthouseVoornamelijk driesterrenhotels voor zakenreizigers. Meestal waren ze gevestigd in binnensteden en in de buurt van hoofdwegen. Een aantal van deze hotels zijn nu Holiday Inn hotel. De basiskleur van bewegwijzering en huistijl was rood.
Forte HeritageHotels varieerden van kleine landhuisachtige hotels, zoals The Old England Hotel in Windermere, het Berystede in Ascot en Leeming House in Ullswater, tot voormalige herbergen als het  Burford Bridge Hotel in Box Hill, de Swan in Lavenham en de Blue Boar in Long Melford. Daarnaast werden ook grotere resortachtige hotels onder dit merk geëxploiteerd, zoals het Grand Atlantic in Weston Super Mare, het Marine Hotel in North Berwick en het Imperial Hotel in Exmouth, alsmede een aantal kleinere resorts zoals het Dart Marina Hotel in Dartmouth en het Brudenell Hotel in Aldeburgh.  Een deel van deze hotels is verkocht aan Macdonald Hotels Ltd, anderen aan Mercure Hotels, terwijl ook een deel als zelstandig hotel is voortgezet. De basiskleur van bewegwijzering en huisstijl van  Forte Heritage hotels was donkergroen.
Forte CrestHotels vormden het hogere marktsegment voor zakenreizigers, boven Forte Posthouse.  Doorgaans viersterren hotels gevestigd in steden. De benaming was Forte Crest + de plaatsnaam of de locatie, bijvoorbeeld Forte Crest Sheffield of Forte Crest Gatwick Airport. Waarschijnlijk was het opvallendste hotel het grote Forte Crest Heathrow, tegenwoordig Holiday Inn. De basiskleur van bewegwijzering en huisstijl van Crest Hotels was lichtblauw/aquamarijn.
Forte GrandHotels was een verzameling van internationale top-hotels zoals het Waldorf Hotel, Westbury Hotel en Hotel Russell in Londen, het Balmoral Hotel (voorheen "The North British Hotel") in Edinburgh, het Bath Spa Hotel in Bath, Leeming House in Ullswater, het Randolph Hotel in Oxford, het Majestic Hotel in Harrogate, de Compleat Angler in Marlow, het Rusacks Hotel in St Andrews en het destijds beroemde Imperial Hotel in Torquay. Na de verwerving van Le Méridien werd het merk Fore Grand fors uitgedund waarbij de hotels in steden overgingen naar  Le Méridien en de andere in het het Verenigd Koninkrijk werden gedegradeerd tot Forte Heritage. Het Balmoral Hotel was het eerste hotel dat door Rocco Forte Hotels, na de vijandelijke overname werd teruggekocht. Na een grote verbouwing maakt het deel uit van The Rocco Forte Collection. De bewegwijzering van Forte Grand hotels was brons de basiskleur van de huisstijl was donkerrood/Bourgondisch rood.
Motel AGIPEen Italiaanse hotelketen die in 1992 door een joint-venture met het Italiaanse SEMI in de portofolio van de Forte Group terechtkwam. De joint-venture AFI (AGIP Forte International) omvatte 17 hotels in Italië. Deze hotels werden verkocht aan de National Westminsterbank en daarna terugverhuurd aan SEMI. Granada verkocht het aandeel in AFI in 1998 aan Eni die daardoor weer enig eigenaar werd van Motel AGIP.
Le Méridienwas een internationale hotelketen die in 1994 van Air France werd overgenomen en daarna de hoeksteen vormde van het midden en hogere marktsegment binnen de Forte group. De basiskleur van bewegwijzering en huisstijl van Le Méridien was grijs.
Exclusive Hotels by ForteHet topsegment. omvatte een aantal wereldberoemde vijfsterren hotels zoals  het Hôtel George-V en Plaza Athénée in Parijs; Brown's Hotel, Grosvenor House Hotel en het Mandarin Oriental Hyde Park, London in Londen; het Ritz hotel in Madrid; het Westbury en Plaza Athénée in New York; Hotel des Bergues in Genève; Hotel Eden in Rome; Sandy Lane Hotel in Barbados etc. De Savoy Group zou een goede toevoeging zijn geweest en het prestige hebben verhoogd als Forte volledige zeggenschap zou hebben verkregen, aangezien het prestige van de Forte Exclusive Hotels last had van het naamsverband met de andere hotels binnen de groep. Toen Granada Forte overnam had Exclusive Hotels 21 hotels in bedrijf. Granada slaagde er niet in om deze hotels als groep te verkopen en heeft daarna lange tijd nodig gehad om ze aan diverse kopers te slijten. Voorbeelden zijn de Mandarin Oriental groep met het Hyde Park Hotel in London; Four Seasons Hotels and Resorts met het Hotel des Bergues in Genève; Marriott International met het Grosvenor House Hotel; Orient-Express Hotels met het Ritz hotel in Madrid; en Rocco Forte Collection met het Brown's Hotel in London.
London HotelsVanaf de eerste stap van catering naar het hotelbedrijf (de aankoop van The Waldorf), had de groep een voet tussen de deur op de Londense hotelmarkt, waarna een aanzienlijke groei volgde. De introductie van de verschillende ondermerken betekende dat een deel van de Londense hotels in zo'n merk werd ondergebracht, zo werden bijvoorbeeld Hotel Russell, het Westbury Hotel en het Waldorf Hotel ondergebracht in Forte Grand. Het hoogste niveau van London hotels was al deel van de Exclusive group die al ver voor de jaren 90 van de twintigste eeuw bestond. Sommige London Hotels werden Posthouse en Crest hotels, maar er bleven ook een aantal hotels buiten deze heretikettering en deze werden organisatorisch ondergebracht in London Hotels. Hiertoe behoorden het Cumberland Hotel, het Regent Palace en het Strand Palace Hotel (alle drie aangekocht in de jaren 60 en 70 van J. Lyons and Co). Toen Forte Grand als merk werd opgeheven werden die hotels, op het Cavendish hotel dat als Crest verderging na, ondergebracht bij London Hotels. De London Hotels gebruikten allemaal hun eigen logo's gecombineerd met het Forte corporate logo (FORTE met de kroon in wit en marineblauw)